# Clive Goodyear
Clive Goodyear (Lincoln, 15 gennaio 1961) è un ex calciatore inglese, di ruolo difensore.

## Palmarès

### Giocatore

#### Competizioni nazionali
- Coppa d'Inghilterra: 1

Wimbledon: 1987-1988